# Stahlhammer (Band)
Stahlhammer ist eine österreichische Neue-Deutsche-Härte-Band, die 1992 von Michael Stocker und Conrad Schrenk gegründet wurde.

## Geschichte
1995 veröffentlichte die Band ihr erstes Album „Killerinstinkt“, das stilistisch dem Thrash Metal zuzuordnen war. Auf diesem Album finden sich unter anderem Coverversionen von Another Brick in the Wall von Pink Floyd und des vertonten Gedichts Ein Freund ging nach Amerika von Peter Rosegger, im Original gesungen von dem österreichischen Austropop-Duo Musyl & Joseppa. Zudem war als Hidden Track eine Version von As Tears Go By der Rolling Stones enthalten. Anschließend verließ Sänger Gary Wheeler die Band und an seine Stelle trat Georgij Alexandrowitsch Makazaria, mit dem die Band 1997 Wiener Blut und 1999 Feind hört mit aufnahm. Der Titelsong des ersten der beiden, Wiener Blut, nutzt als Intro eine Passage aus dem gleichnamigen Konzertwalzer von Johann Strauss (Sohn). Außerdem sind Coverversionen von Boom Boom Shake The Room, im Original von DJ Jazzy Jeff & the Fresh Prince mit dem Rapper und Schauspieler Will Smith, und U Can’t Touch This von MC Hammer enthalten. Auf Feind hört mit coverten Stahlhammer mit Mutter, der Mann mit dem Koks ist da und Jeanny zwei berühmte Songs von Falco, die ein Teil der Falco-Cybershow wurden; für das Lied Kein schöner Land nutzten sie zudem das Volkslied Kein schöner Land in dieser Zeit als Intro.
Nach diesem Album verließ Makazaria die Band wieder, um sich anderen Projekten zu widmen, er gründete unter anderem die Ska-Band Russkaja. Nachdem man einige Jahre nichts von der Band gehört hatte, meldeten sie sich 2002 mit dem Album Eisenherz zurück, auf dem der alte Sänger Gary Wheeler wieder das Mikrofon übernahm. Auf diesem Album ist als Coverversion das Lied Eisbär der schweizerischen Neue-Deutsche-Welle-Band Grauzone zu hören. 2004 brachte die Band ihr fünftes Album Stahlmania heraus, der eine Club-Tour durch ganz Europa folgte. Das Album enthielt eine Coverversion zu Falcos Out of the Dark sowie eine weitere des Liedes Merci, Chérie von Udo Jürgens.
Ihr letztes Album Opera Noir von 2006 enthält einige weitere Coversongs, unter anderen Phil Collins’ In the Air Tonight, La Paloma mit einem ursprünglich von Hans Albers in dem Film Große Freiheit Nr. 7 gesungenen Text sowie das Lied Heroes/Helden von David Bowie.

## Diskografie

### Alben
- 1995: Killer Instinkt
- 1997: Wiener Blut
- 1999: Feind hört mit
- 2002: Eisenherz
- 2004: Stahlmania
- 2006: Opera Noir

### Singles
- 1997: Wiener Blut

### Promo/Rare
- 1997: Wiener Blut (Single-Promo)
- 1999: Feind hört mit (Album-Promo, enthalten auf „Hard Rock & Metal Hammer Vol. 19“)
- 1999: Feind hört mit (Limitiertes Digipak)
- 2002: Eisenherz (Limitierte Edition)

## Belege
1. 1 2  Stahlhammer – Killerinstinkt, Album auf discogs.com; abgerufen am 15. Juli 2023.
2. ↑  Stahlhammer – Wiener Blut, Album auf discogs.com; abgerufen am 15. Juli 2023.
3. 1 2  Stahlhammer – Feind hört mit, Album auf discogs.com; abgerufen am 15. Juli 2023.
4. ↑  Stahlhammer – Eisenherz, Album auf discogs.com; abgerufen am 15. Juli 2023.
5. ↑  Stahlhammer – Eisenherz, Album auf discogs.com; abgerufen am 15. Juli 2023.
6. ↑  Stahlhammer – Opera Noir, Album auf discogs.com; abgerufen am 15. Juli 2023.